# カステイダフェルス
カステイダフェルス（Castelldefels, カタルーニャ語発音: [kəsˌteʎdəˈfɛɫs]）は、スペイン・カタルーニャ州バルセロナ県バッシュ・リュブラガート郡のムニシピ（基礎自治体）。バルセロナ都市圏に含まれる。2014年の人口は63,255人。

## 地理

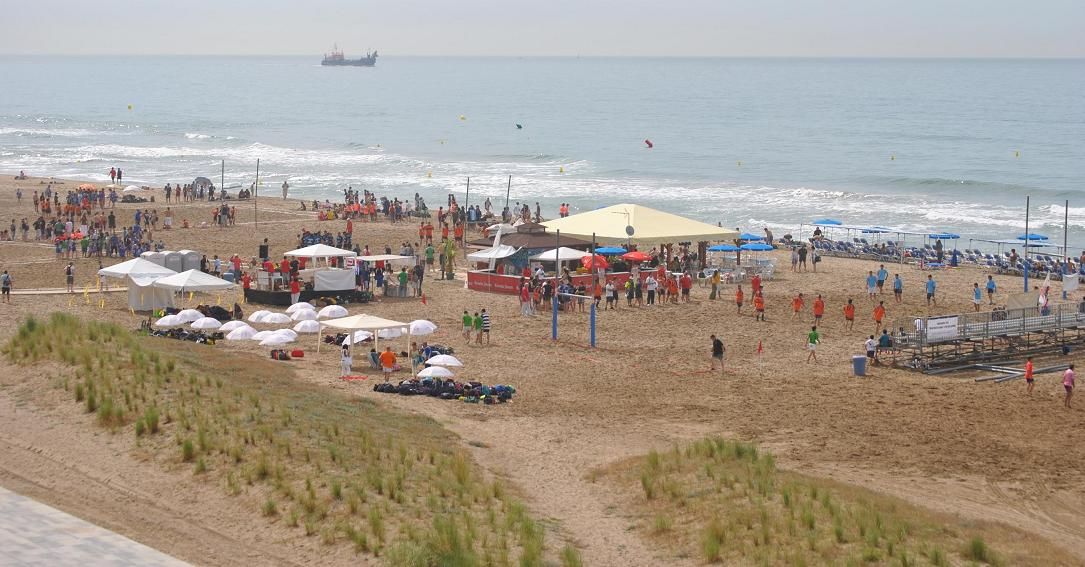
カステイダフェルスの海岸

バルセロナの南西20kmにあり、バルセロナ都市圏に含まれる。すぐ北にはカタルーニャ海岸山脈のガラフ山塊があり、ガラフ山塊にはラ・ムレーリャ(596m)などがある。バルセロナ側（北東側）にはガバ、ビラダカンス、サン・ボイ・ダ・リュブラガート、アル・プラ・ダ・リュブラガートなどの自治体があり、タラゴナ側（南西側）にはシッチェスなどの町がある。地中海岸では北東側でガバと、南西側でシッチェスと接している。
5kmに及ぶ長いビーチで知られており、多くの著名なスポーツ選手の居住地となっており、リオネル・メッシが住んでいたことでも知られている。夏季にはバルセロナなどから多くの観光客がやってくる。1982年のバルセロナオリンピックの際にはカタルーニャ・オリンピック運河が建設され、カヌースプリントが開催された。
2000年に発見された小惑星の「72037 Castelldefels」はこの町の名称が由来である。

## 人口
| カステイダフェルスの人口推移 1497－1887                 |
|                                                         |
| 出典:INE（スペイン国立統計局）1900年 - 1991年、1996年 - |

| カステイダフェルスの人口推移 1900－2014                 |
|                                                         |
| 出典:INE（スペイン国立統計局）1900年 - 1991年、1996年 - |

## 政治

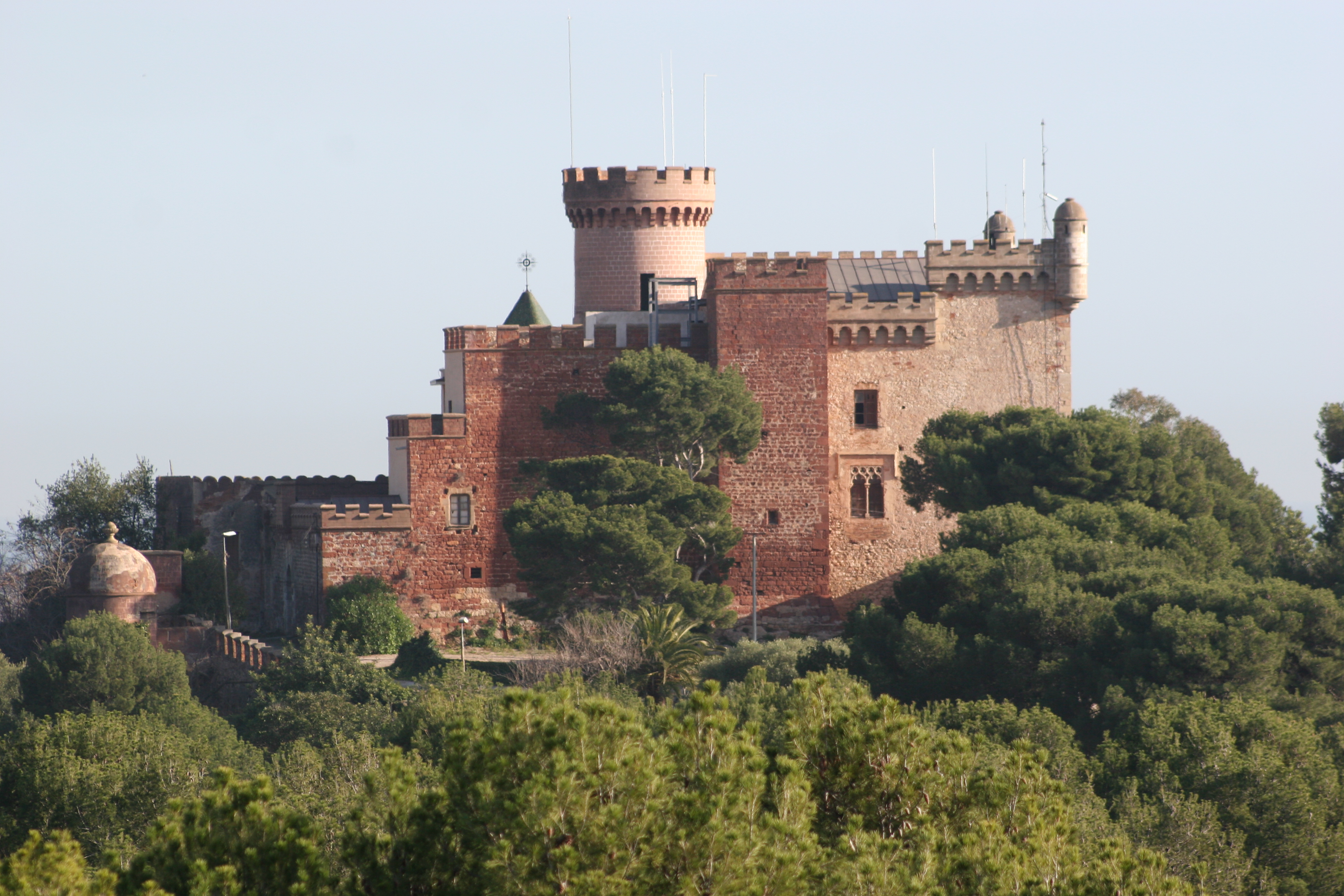
カステイダフェルス城

1979年地方選挙ではアグスティン・マリーナ・ペレスがスペイン1978年憲法下で初の市長となった。1979年から2011年までは左派のカタルーニャ社会主義者党(PSC)が市政を担ったが、2011年選挙では右派の国民党 (PP)が初めて第一党となり、国民党のマヌエル・レジェスが市長に就任した。2015年には左派による選挙後協力が行われ、環境主義のカタルーニャ緑のイニシアティヴ (ICV)からカンデラ・ロペスが市長に就任した。
| 政党                                   | 79    | 83    | 87    | 91    | 95 | 99 | 03 | 07 | 11 | 15 |
| -------------------------------------- | ----- | ----- | ----- | ----- | -- | -- | -- | -- | -- | -- |
| カタルーニャ社会主義者党 (PSC)         | 8     | 15    | 12    | 11    | 9  | 9  | 8  | 9  | 7  | 4  |
| カタルーニャ緑のイニシアティヴ (ICV)   | 5 (a) |       | 2     |       | 3  | 1  | 2  | 3  | 3  |    |
| カタルーニャ統一左翼 (EUiA)            | 5 (a) | 1 (b) | 2     | 1 (b) | 3  | 1  | 2  | 3  | 3  |    |
| カステイダフェルス運動 (with ICV-EUiA) |       |       |       |       |    |    |    |    |    | 4  |
| 民主中道連合 (UCD)                     | 4     |       |       |       |    |    |    |    |    |    |
| 独立者グループ                         | 2     |       |       |       |    | 1  | 2  | 2  | 2  |    |
| 集中と統一 (CiU)                       | 1     | 3     | 5     | 6     | 4  | 4  | 3  | 4  | 5  | 2  |
| カタルーニャ共和主義左翼 (ERC)         | 1     |       |       |       |    |    | 1  | 1  |    | 3  |
| 国民党 (PP)                            |       | 2 (c) | 1 (c) | 3     | 5  | 5  | 5  | 5  | 8  | 8  |
| 民主社会中道 (CDS)                     |       |       | 1     |       |    |    |    |    |    |    |
| シウダダノス (C's)                     |       |       |       |       |    |    |    | 1  |    | 2  |
| カステイダフェルス・シ・ポット (CSPOT) |       |       |       |       |    |    |    |    |    | 2  |
| 合計                                   | 21    | 21    | 21    | 21    | 21 | 21 | 21 | 25 | 25 | 25 |

- (a) カタルーニャ社会主義者党連合として
- (b) カタルーニャ共産主義者党として
- (c) 国民同盟(AP)として

### 首長
| 任期      | 首長名                                                                      | 政党                                 |
| --------- | --------------------------------------------------------------------------- | ------------------------------------ |
| 1979–1983 | Agustín Marina Pérez                                                        | カタルーニャ社会主義者党(PSC-PSOE)   |
| 1983–1987 | Agustín Marina Pérez                                                        | カタルーニャ社会主義者党(PSC-PSOE)   |
| 1987–1991 | Agustín Marina Pérez                                                        | カタルーニャ社会主義者党(PSC-PSOE)   |
| 1991–1995 | Agustín Marina Pérez                                                        | カタルーニャ社会主義者党(PSC-PSOE)   |
| 1995–1999 | Agustín Marina Pérez                                                        | カタルーニャ社会主義者党(PSC-PSOE)   |
| 1999–2003 | Agustín Marina Pérez (99-02) Antonio Padilla Reche (02-03)                  | カタルーニャ社会主義者党(PSC-PSOE)   |
| 2003–2007 | Antonio Padilla Reche                                                       | カタルーニャ社会主義者党(PSC-PSOE)   |
| 2007–2011 | Antonio Padilla Reche(07-09) Pedro Sanz Sánchez(09) Joan Sau i Pagès(09-11) | カタルーニャ社会主義者党(PSC-PSOE)   |
| 2011–2015 | Manuel Reyes López                                                          | 国民党(PP)                           |
| 2015–2019 | Candela López Tagliafico                                                    | カタルーニャ緑のイニシアティヴ (ICV) |
| 2019–2023 | n/d                                                                         | n/d                                  |
| 2023–     | n/d                                                                         | n/d                                  |

## 教育
カステイダフェルス工科学校は航空工学や電気通信技術fなどの高等教育を提供している。バルセロナ・イギリス人学校もある。公立の初等学校は10校、公立の中等学校は3校ある。

## 交通

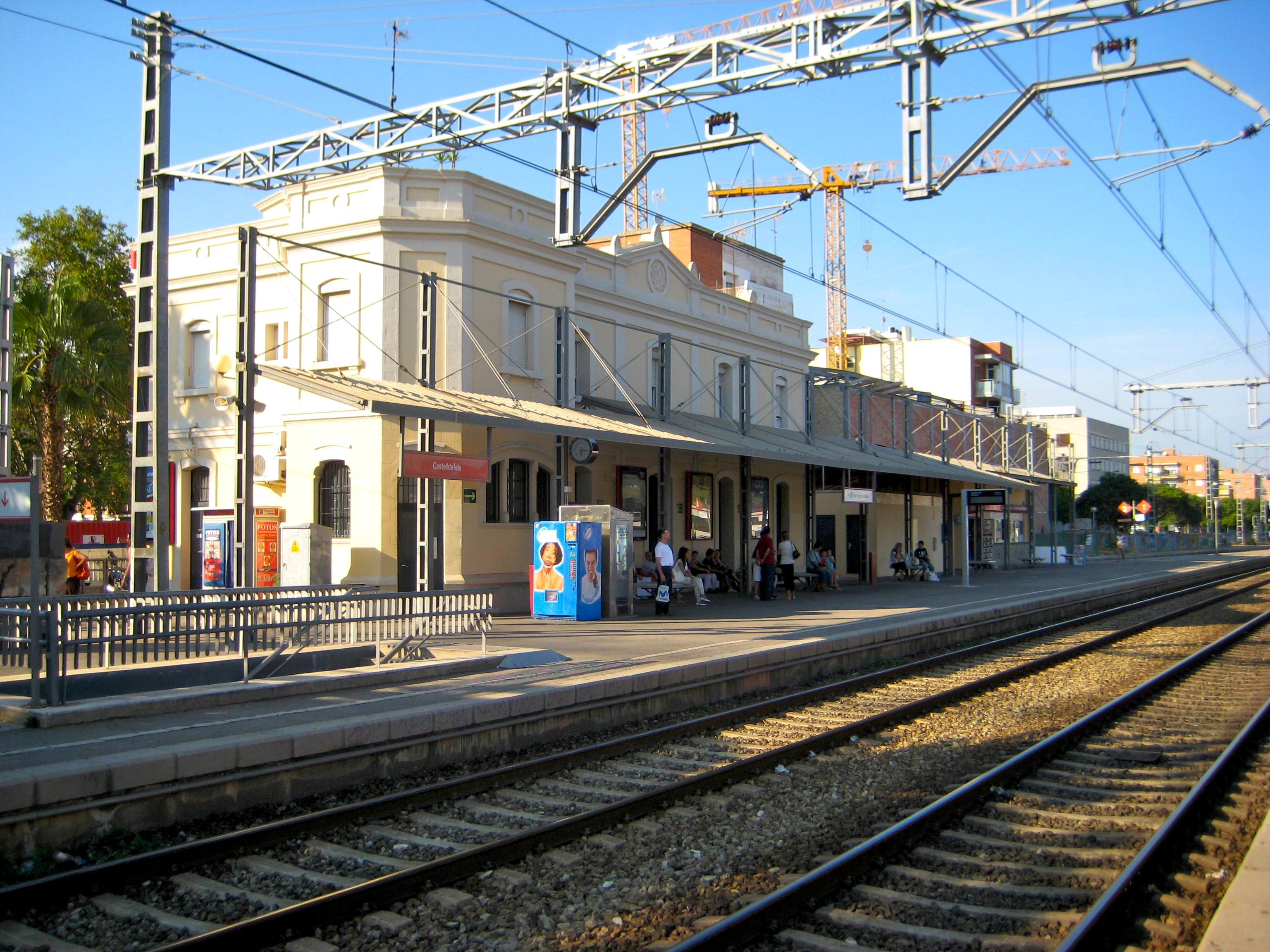
カステイダフェルス駅

市街地のすぐ北側にはガラフ山塊が迫っているため、地中海沿いの狭い場所に市街地が形成され、高速道路、4車線道路、鉄道路線などが通り交通の要衝となっている。道路には高速道路のC-32号線や、C-31号線やC-245号線などの4車線道路がある。バス路線としてはバルセロナ行きの路線が3路線、バルセロナ＝エル・プラット空港行きの路線が1路線、サン・ボイ・ダ・リュブラガート行きの路線が1路線ある。
自治体内にはサン・ビセンス・ダ・カルデルスとバルセロナ方面のマサネット＝マサネスを結ぶレンフェの2号線が通っており、自治体内にはカステイダフェルス駅とプラツァ・ダ・カステイダフェルス駅の2駅がある。コルネリャー・デ・リョブレガートとカステイダフェルスを結ぶ鉄道路線が建設中である。

### 列車事故
2010年6月23日にはプラツァ・ダ・カステイダフェルス駅でカステイダフェルス列車事故が起こり、12人が死亡して14人が負傷した。駅から200mにも満たない場所にあるビーチで聖ヨハネの前夜祭（サン・フアンの祭礼、夏至の火祭り）が開催されており、エクアドル人歌手のルベン・デ・レイが主催するコンサートが行われていた。駅のホームは混雑していたため、一部の若者らは歩行者用の地下通路ではなく線路を横断して別のホームに向かおうとしたが、そこに急行電車が135km/hで入線して若者らをはねた。24台の救急車と15台の消防車が出動し、負傷者をバルセロナ都市圏にある3病院に運んだが、最終的に12人が死亡して14人が負傷した。犠牲者はルーマニア人1人を除く全員が南アメリカ出身であり、大半がエクアドル人だった。スペインでは2006年7月のバレンシア地下鉄脱線事故（43人死亡47人負傷）以降で最悪の鉄道事故となった。事故後に路線は閉鎖され、翌日6月24日の12時30分に運転を再開した。

## 姉妹都市
- オールド・ハバナ（ハバナ旧市街）
- ロルモン

## 文献
- Panareda Clopés, Josep Maria; Rios Calvet, Jaume; Rabella Vives, Josep Maria (1989). Guia de Catalunya, Barcelona: Caixa de Catalunya. ISBN 84-87135-01-3 (Spanish). ISBN 84-87135-02-1 (Catalan).